# Netreba (rejon waraski)
Netreba (ukr. Нетреба) – wieś na Ukrainie, w obwodzie rówieńskim, w rejonie waraskim, w hromadzie Antonówka. 
W 2001 liczyła 583 mieszkańców, spośród których 572 wskazało jako ojczysty język ukraiński, 10 rosyjski, a 1 ormiański.
W okresie międzywojennym wieś znajdowała się w granicach II RP, wchodząc w skład gminy Antonówka nad Horyniem w powiecie sarneńskim, w województwie wołyńskim.